# 27270 Ґвідотті
27270 Ґвідотті (27270 Guidotti) — астероїд головного поясу, відкритий 2 січня 2000 року.
Тіссеранів параметр щодо Юпітера — 3,494.